# Trostianets
Trostianets (en ucraïnès Тростянець) és una ciutat de la província de Sumi, Ucraïna. El 2021 tenia 19.797 habitants. Es troba al riu Boromlia, a 59 km de Sumi.
Durant la invasió russa d'Ucraïna del 2022 la ciutat fou capturada per l'exèrcit rus el 2 de març de 2022. El 25 de març, les forces ucraïneses van recuperar la ciutat.